# Copelatus evanidus
Copelatus evanidus är en skalbaggsart som beskrevs av Bilardo och Rocchi 1995. Copelatus evanidus ingår i släktet Copelatus och familjen dykare. Inga underarter finns listade i Catalogue of Life.